# Петрографія
Петрогра́фія (грец. πετρα — «камінь»; грец. γραφω — «пишу») — одна з геологічних наук, яка вивчає гірські породи з точки зору їх мінерального і хімічного складу, геологічних особливостей. Під петрографією звичайно розуміють описову частину (фізіографію) петрології.

## Загальна інформація
Петрографія — геологічна наука про гірські породи, їх мінералогічний та хімічний склад, будову, походження, умови залягання та закономірності поширення і зміни. В широкому розумінні — те ж саме, що й петрологія. Визначає класифікацію і номенклатуру гірських порід. Виділяють такі підрозділи петрографії:
- петрохімія,
- петротектоніка,
- фізико-хімічна петрографія,
- експериментальна петрографія,
- технічна петрографія і
- космічна петрографія.

Існують ще інші галузі петрографії — експериментальна петрографія, технічна петрографія, петрохімія.
Експериментальна петрографія вивчає процеси утворення гірських порід в лабораторних умовах шляхом експерименту. У ряді випадків лабораторний експеримент є одним із засобів при розв'язанні спірних питань. Зокрема, наприклад, експериментальним шляхом було доведено, що плагіоклази представляють безперервний ряд твердих розчинів альбіту і анортиту, а не певні поєднання цих двох компонентів, що утворюють самостійні мінерали.
Технічна петрографія, створена останнім часом працями акад. Д. С. Белянкіна, його співробітників і послідовників, ставить своєю задачею вивчення і надання допомоги у виготовленні штучного каменю (бетон, цемент, будівельна цегла, кераміка, ситал і скло), шлаки, вогнетриви, абразиви тощо), одержуваного в ході металургійного, керамічного й інших технічних процесів.
Петрохімія, родоначальником якої був акад. О. М. Заварицький, допомагає розкрити основні закономірності хімічного складу різних груп вивержених гірських порід і його зміни в процесі метаморфізму.
Сформувалася в другій половині XIX ст. В Україні дослідження з петрографії проводять в Інституті геохімії і фізики мінералів Національної Академії Наук, університетах та ін.

## Історія
Петрографія як вчення про гірські породи та про асоціації мінералів, що є геологічно самостійними тілами, природно, веде свій початок і від мінералогії та від геології. Перші уявлення про гірські породи, як і питання, пов'язані з їхнім вивченням, викладені в старих трактатах по геології і мінералогії, а до їх виокремлення — у роботах про гірничу справу, металургію, науки про землю (наприклад, знаменита «De Re Metallia» Георгія Агріколи, 1556 р., менш відомі лекції ректора Києво-Могилянської академії Феофана Прокоповича «Про досконалі змішані неживі тіла — метали, камені та інші», 1706 р.).
Абсолютно самостійною наукою, з своїми особливими задачами і власними методами дослідження, петрографія стає з початку другої половини XIX ст., після введення в неї мікроскопічного методу вивчення гірських порід, а ще пізніше — методів фізичної хімії. Тільки з того часу петрографія по-справжньому підходить до рішення своєї основної задачі — вивчення питань виникнення і постійних змін гірських порід, їхньої еволюції, перейшовши від якісних визначень, до кількісних, тобто оперуючи мірою і числом і стаючи, таким чином, точною наукою.
З введенням цих методів петрографія починає суттєво впливати не тільки на розвиток інших геологічних дисциплін, особливо вчення про корисні копалини, але і на металургію, кераміку і виробництво скла.

## Петрографічна характеристика гірської породи
Петрографічна характеристика — характеристика гірської породи, яка містить: найменування породи та її походження; вміст головних породотвірних мінералів; вміст включень та мінералів, віднесених до шкідливих домішок; опис текстурних та структурних особливостей; оцінку мікротріщинуватості; вторинні зміни; дані про включення порід та мінералів як твердіших, так і крихких; про глинисті прошарки або інші домішкові породи.

## Петрографічний аналіз
Петрографічний аналіз — вивчення складу та структури гірських порід, вугілля викопного за допомогою макро- та мікроскопічних методів дослідження.

## Цікавий факт
- У 1920-х роках у СРСР цензор, пропускав до друку університетський курс петрографії Ф. Ю. Левінсон-Лессінга, червоним чорнилом закреслив у заголовку слово «петрографія» і замінив його на «ленінграфія»[1].